# T.Kallupatti
T.Kallupatti es una ciudad y nagar Panchayat situada en el distrito de Madurai en el estado de Tamil Nadu (India). Su población es de 10762 habitantes (2011). Se encuentra a 41 km de Madurai.

## Demografía
Según el censo de 2011 la población de T.Kallupatti era de 10762 habitantes, de los cuales 5403 eran hombres y 5359 eran mujeres. T.Kallupatti tiene una tasa media de alfabetización del 86,48%, superior a la media estatal del 80,09%: la alfabetización masculina es del 92,51%, y la alfabetización femenina del 80,40%.